# National Defense University

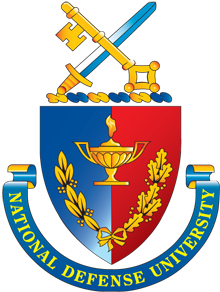
Vapnet för National Defense University.

National Defense University (NDU), är en utbildningsinstitution inom USA:s försvarsdepartement för högre försvarsgrensövergripande utbildning, avsedd för både officerare och civilanställda. Rektorn för NDU är normalt en officer med generallöjtnant/viceamirals grad och huvudcampuset ligger inne på Fort Lesley J. McNair i Washington DC. 
NDU instiftandes av USA:s kongress år 1976 och står under försvarschefens tillsyn.

## Tillhörande skolor
- College of International Security Affairs (CISA)
- Industrial College of the Armed Forces (ICAF)
- Information Resources Management College (IRM)
- Joint Forces Staff College (JFSC)
- National War College (NWC)

Sedan 1993 delar NDU ut masterexamina.